# Cuesta de Piedra
Cuesta de Piedra es un corregimiento del distrito de Tierras Altas en la provincia de Chiriquí, República de Panamá. Fue establecido por medio de la ley 55 del 13 de septiembre de 2013.

## Clima
| Parámetros climáticos promedio de Cuesta de Piedra | Parámetros climáticos promedio de Cuesta de Piedra | Parámetros climáticos promedio de Cuesta de Piedra | Parámetros climáticos promedio de Cuesta de Piedra | Parámetros climáticos promedio de Cuesta de Piedra | Parámetros climáticos promedio de Cuesta de Piedra | Parámetros climáticos promedio de Cuesta de Piedra | Parámetros climáticos promedio de Cuesta de Piedra | Parámetros climáticos promedio de Cuesta de Piedra | Parámetros climáticos promedio de Cuesta de Piedra | Parámetros climáticos promedio de Cuesta de Piedra | Parámetros climáticos promedio de Cuesta de Piedra | Parámetros climáticos promedio de Cuesta de Piedra | Parámetros climáticos promedio de Cuesta de Piedra |
| Mes                                                | Ene.                                               | Feb.                                               | Mar.                                               | Abr.                                               | May.                                               | Jun.                                               | Jul.                                               | Ago.                                               | Sep.                                               | Oct.                                               | Nov.                                               | Dic.                                               | Anual                                              |
| -------------------------------------------------- | -------------------------------------------------- | -------------------------------------------------- | -------------------------------------------------- | -------------------------------------------------- | -------------------------------------------------- | -------------------------------------------------- | -------------------------------------------------- | -------------------------------------------------- | -------------------------------------------------- | -------------------------------------------------- | -------------------------------------------------- | -------------------------------------------------- | -------------------------------------------------- |
| Lluvias (mm)                                       | 85.4                                               | 56.1                                               | 131.6                                              | 297.7                                              | 731.3                                              | 678.1                                              | 496.6                                              | 742.3                                              | 828.5                                              | 857.7                                              | 578.7                                              | 204.0                                              | 5688                                               |
| Fuente: IMHPA                                      |                                                    |                                                    |                                                    |                                                    |                                                    |                                                    |                                                    |                                                    |                                                    |                                                    |                                                    |                                                    |                                                    |